# Hypanua xylina
Hypanua xylina là một loài bướm đêm trong họ Noctuidae.